# Iaroslavl
Iaroslavl (în rusă Ярославль) este un oraș din Regiunea Iaroslavl, Federația Rusă și are o populație de 613.088 locuitori.

## Monumente
- Biserica Sfântul Ioan Gură de Aur (în rusă Церковь Иоанна Златоуста, transliterat Țerkov Ioanna Zlatousta)

## Personalități născute în Iaroslavl
- Alexandr Liapunov (1857 – 1918), matematician rus;
- Sergei Lyapunov (1859 – 1924), pianist si compozitor rus;
- Mihail Kuzmin (1872 – 1936), scriitor și compozitor rus;
- Vladimir Fiodorov (1893 – 1983), matematician rus;
- Berta Brainina (1902 – 1984), scriitoare și critic literar;
- Liudmila Postnova (n. 1984), handbalistă rusă.